# Walgau-Kaserne

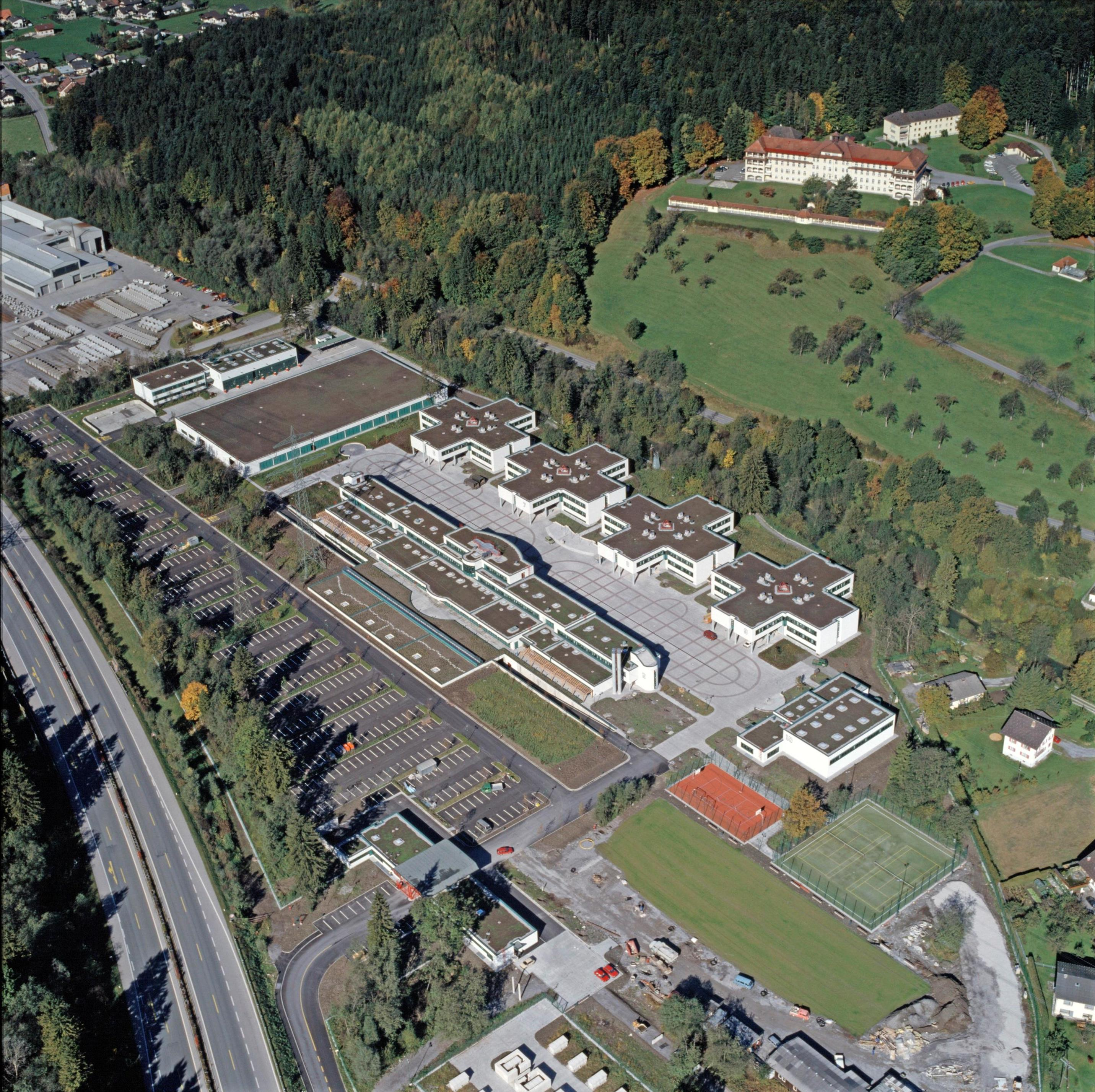
Luftaufnahme der Kaserne kurz nach ihrer Fertigstellung im Jahr 1989

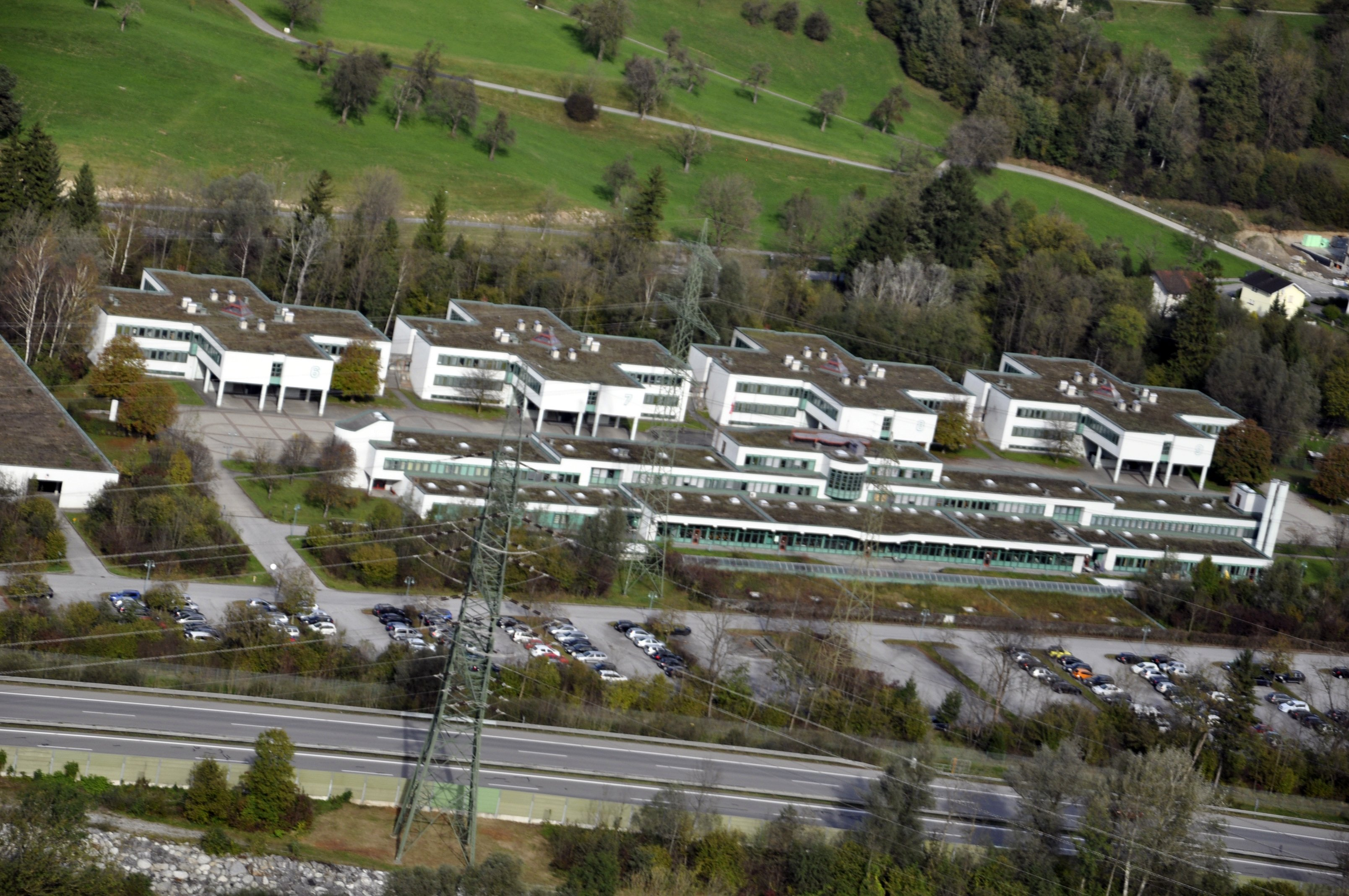
Detailansicht der Kompaniegebäude aus dem Jahr 2014

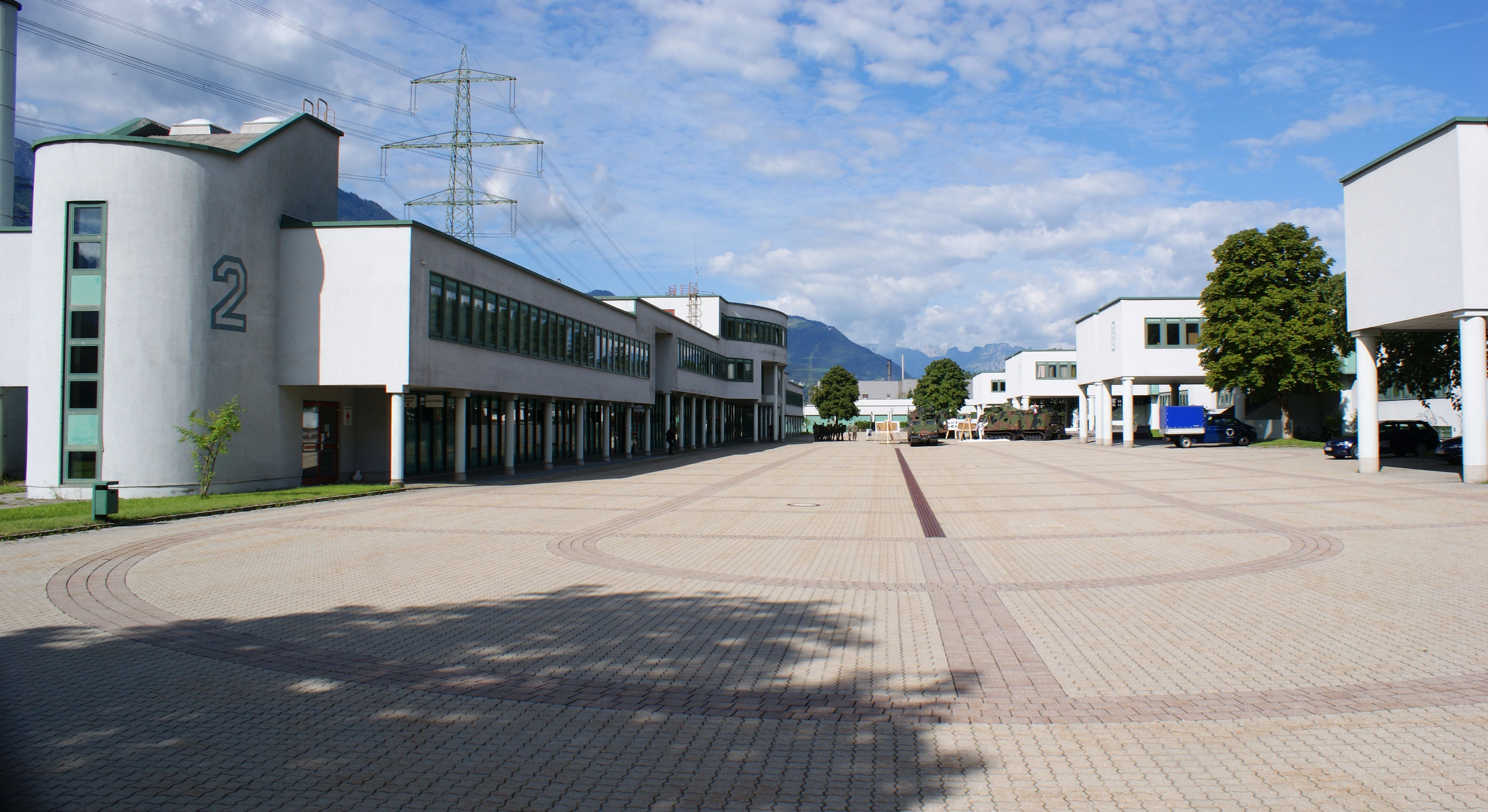
Ansicht des Kasernenhofs mit Bataillonskommando links und Kompaniegebäuden rechts

Die Walgau-Kaserne befindet sich im Ortsteil Gais der Gemeinde Bludesch in Vorarlberg. Die Kaserne des österreichischen Bundesheeres dient dem Jägerbataillon 23 (JgB 23) als Hauptsitz und Garnisonsort. Benannt ist die Kaserne nach dem Tal, in dem sie liegt, dem Walgau.

## Geschichte
Die Walgau-Kaserne wurde von 1986 bis 1989 gebaut. Die Kaserne sollte nach ursprünglichen Plänen bis Ende 2016 geschlossen werden. Im März 2016 wurden diese Pläne des Verteidigungsministeriums aber wieder verworfen, womit die Walgau-Kaserne erhalten bleibt.

## Walgau-Kaserne
In der Kaserne untergebracht sind das Bataillonskommando, die erste Jägerkompanie, die Kampfunterstützungskompanie sowie die Stabskompanie des Jägerbataillons 23 (JgB 23). Seit November 2023 besteht am Gelände der Walgau-Kaserne ein 26 × 21 Meter großer, beheizter Hubschrauberhangar. Dieser wurde errichtet, um Bundesheerhubschrauber aus anderen Bundesländern, die zu Assistenzeinsätzen, zumeist bei Naturkatastrophen, nach Vorarlberg beordert werden, unterstellen und warten zu können.
Des Weiteren befinden sich mit der Betriebsversorgungsstaffel auch Teile des Militärkommandos Vorarlberg in der Kaserne. Die Erhaltung der Gebäude obliegt der Heeresgebäudeverwaltung, der Betrieb der Großküche und der Unteroffiziers- und Offiziersmessen der Betriebsversorgungsstaffel.
Die Gebäude des Kasernenkomplexes liegen zwischen der Rheintal/Walgau Autobahn (A14) und der Walgaustraße (L50) an der Gemeindegrenze zur Gemeinde Schlins im Bludescher Ortsteil Gais. Das knapp 9,3 ha große Gelände verfügt über eine eigene, parallel zur Autobahn verlaufende, Zufahrtsstraße, die im örtlichen Straßennetz als Brigadier-Herbert-Tschamonstraße bezeichnet wird.
Der Brigadier Herbert Tschamon († 2023) war der erste Kommandant des Jägerbataillons 23 bei dessen Gründung im Jahr 1999 (im Zuge der Heeresreform). Kasernenkommandant ist der jeweils aktuelle Kommandant des Jägerbataillons 23, zurzeit Oberstleutnant Michael Köck.